# Agabus vereschaginae
Agabus vereschaginae är en skalbaggsart som beskrevs av Angus 1984. Agabus vereschaginae ingår i släktet Agabus och familjen dykare. Inga underarter finns listade i Catalogue of Life.